# 亚历山大·沙伦贝格
亚历山大·格奥尔格·尼古拉斯·沙伦贝格（德語：Alexander Georg Nicolas Schallenberg，發音：[ˌalɛˈksandɐ ˈɡeːɔʁk ˈnɪkolas ˈʃaln̩bɛʁk]；1969年6月20日—），奥地利外交官。2019-21年曾首次擔任外交部长，2021年10月10日奥地利聯邦總理塞巴斯蒂安·庫爾茨因貪腐醜聞而請辭，11日由查倫柏就任奥地利总理。12月2日，在库尔茨宣布不再从政后，沙伦贝格宣布他将辞去总理职位，任期不足两个月。12月6日，奥地利联邦政府进行改组，时任内政部长卡爾·內哈默出任总理。2025年1月10日，沙伦贝格出任看守政府总理。

## 经历
1969年生于伯尔尼的一个外交官家庭，是奧匈帝國貴族沙伦贝格家族的後代。他在印度、西班牙和巴黎长大。1989年至1994年在维也纳大学和巴黎先贤祠-阿萨斯大学学习。后在歐洲學院深造。1997年进入外交部工作。2000年至2005年在奥地利常驻欧盟代表处任职。2006年担任外交部长乌尔苏拉·普拉斯尼克的新闻发言人。2013年任外交政策规划司司长。2016年任欧洲司司长。
2019年6月在布麗吉特·比爾萊因过渡政府出任外交部长，並於2020年1月29日在新内阁留職。

2021年10月11日，在塞巴斯蒂安·庫爾茨因為貪腐醜聞辭職後，接任奧地利總理職務。12月2日，在庫爾茨辭去執政黨人民黨黨魁後，查倫柏亦宣布辭去總理職務，並再任外長。